# Radeberger Exportbierbrauerei

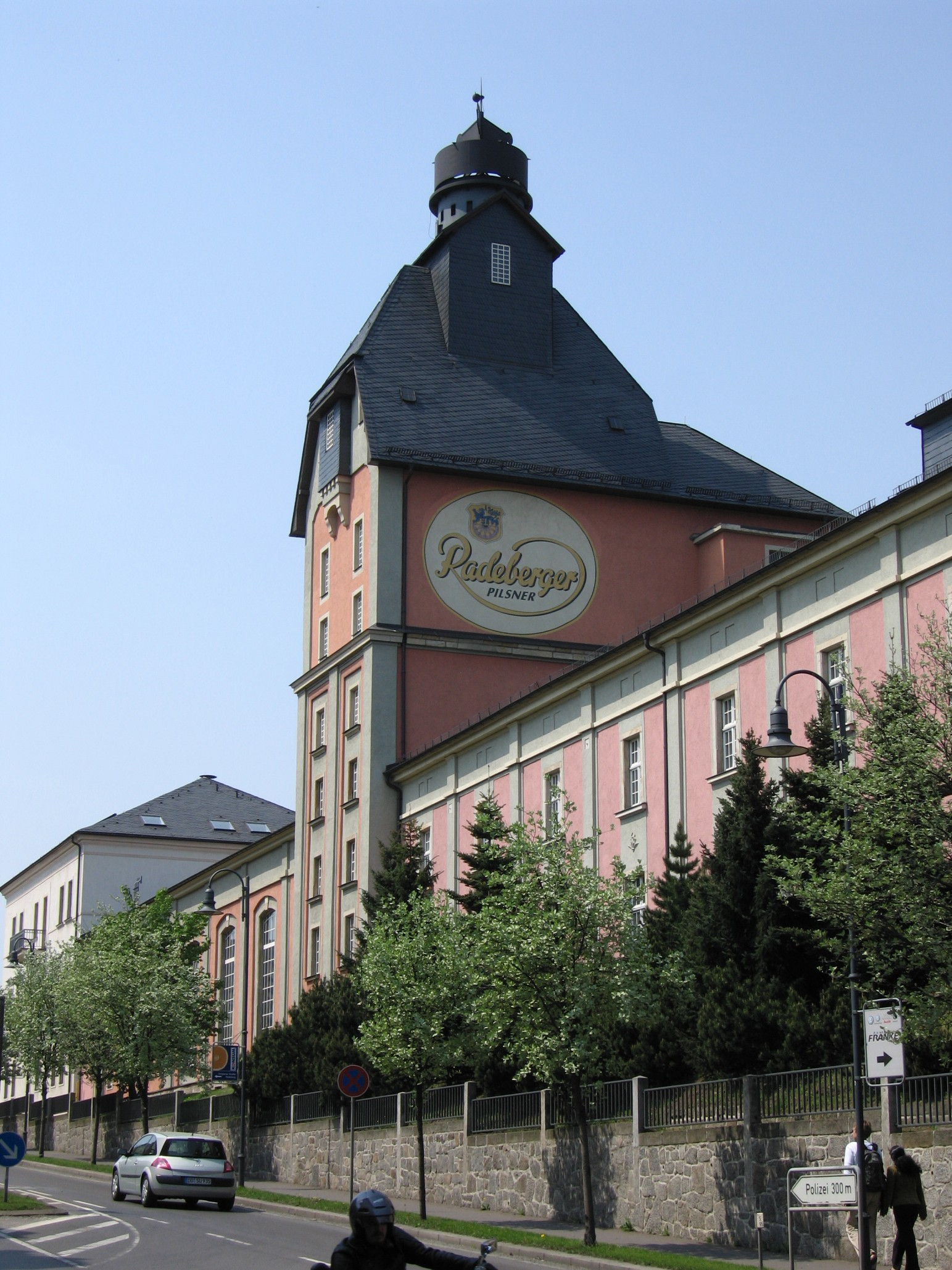
Del av bryggeriet.

Radeberger (Radeberger Exportbierbrauerei GmbH) är ett tyskt bryggeri i Radeberg utanför Dresden som producerar Radeberger Pilsner. Företaget ingår i bryggerikoncernen Radeberger Gruppe som den gett namn åt.
Radeberger grundades 1872 som Aktienbrauerei Zum Bergkeller och tog sitt nuvarande namn Radeberger Exportbrauerei 1885. 1905 blev man kunglig hovleverantör till Sachsens kung August III. Under DDR-tiden producerades framförallt för export.